# Gisela Grothausová
Gisela Grothausová (* 20. února 1955 Berlín), nepřechýleně Grothaus, je bývalá západoněmecká vodní slalomářka a sjezdařka, kajakářka závodící v kategorii K1.
Ve vodním slalomu získala stříbrnou medaili na Letních olympijských hrách 1972. Závodila také ve sjezdu na divoké vodě, ve kterém vybojovala na mistrovstvích světa sedm zlatých (K1 – 1973, 1975, 1977; K1 družstva – 1973, 1977, 1981, 1983) a čtyři stříbrné medaile (K1 – 1979, 1981, 1983; K1 družstva – 1979).